# 董广利
董广利（1968年10月—），男，黑龙江人，中华人民共和国外交官，曾任中华人民共和国驻马赛总领事，现任中华人民共和国驻阿尔及利亚民主人民共和国特命全权大使。

## 生平
1992年，董广利进入中华人民共和国外交部工作，先后在外交部礼宾司、驻毛里求斯大使馆、外交部干部司、驻塞舌尔大使馆、外交部外部管理司任职。2011年，任驻尼日尔大使馆政务参赞、首席馆员。2013年，任驻布隆迪大使馆政务参赞、首席馆员。2016年，挂职湖北省武汉市人民政府副秘书长。2018年，任外交部外事管理司参赞、司领导。2022年9月，出任中华人民共和国驻马赛总领事。2024年12月，自驻马赛总领事离任，出任中华人民共和国驻阿尔及利亚大使。

## 家庭
已婚，有一子。